# Mycerobas melanozanthos
El picogordo alimoteado (Mycerobas melanozanthos) es una especie de ave paseriforme de la familia Fringillidae propia del norte del subcontinente indio y el sureste de Asia.  

## Distribución y hábitat
Se encuentra en Bután, India, Laos, Myanmar, Nepal, Pakistán, Tailandia, Tíbet y Vietnam. Su hábitat natural son los bosques subtropicales montanos, y los matorrales en elevaciones medias y altas.

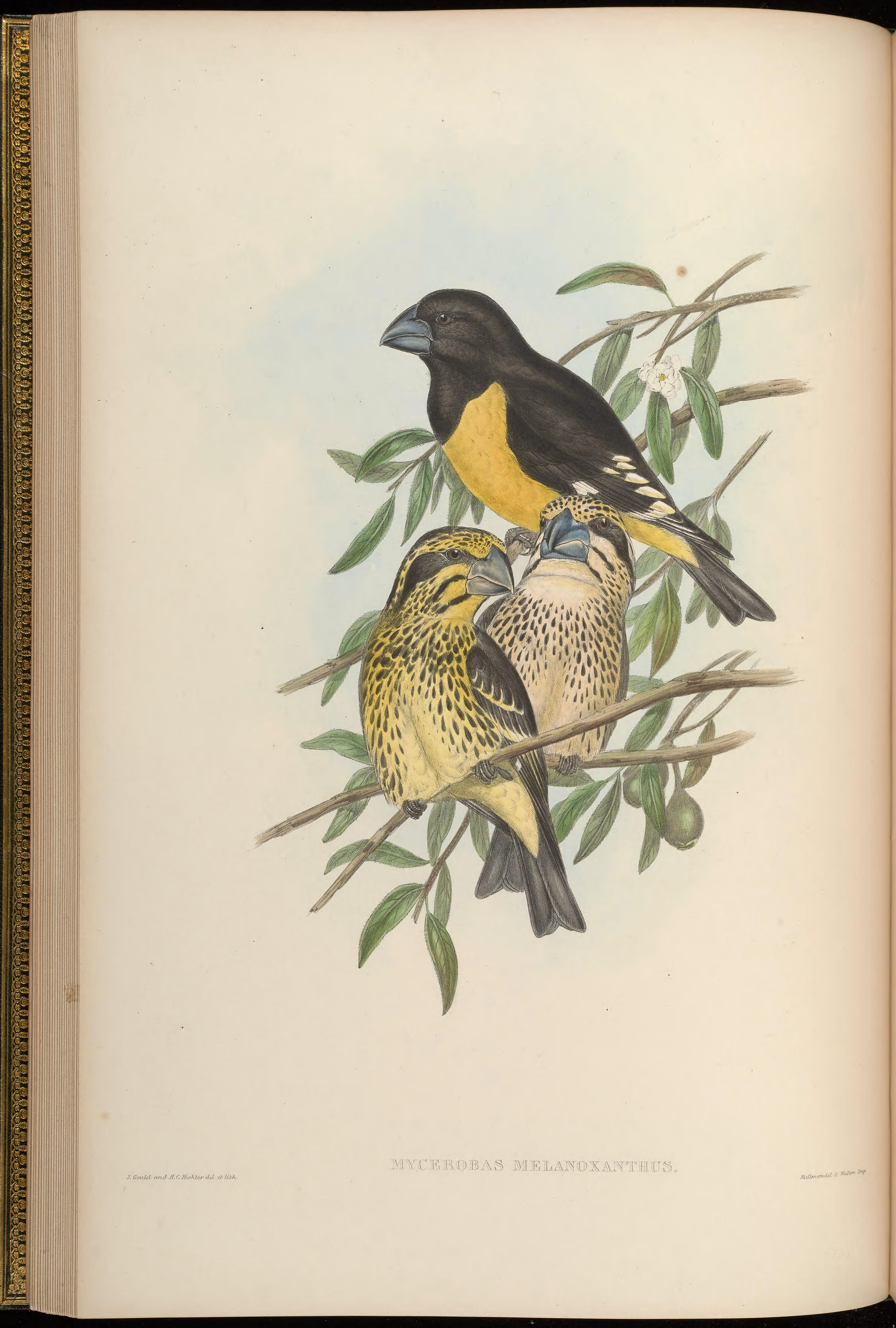
Ilustración.

## Filogenia
El género Eophona se encuentra asociado con el género Mycerobas. Ambos géneros forman un mismo grupo filogenético.

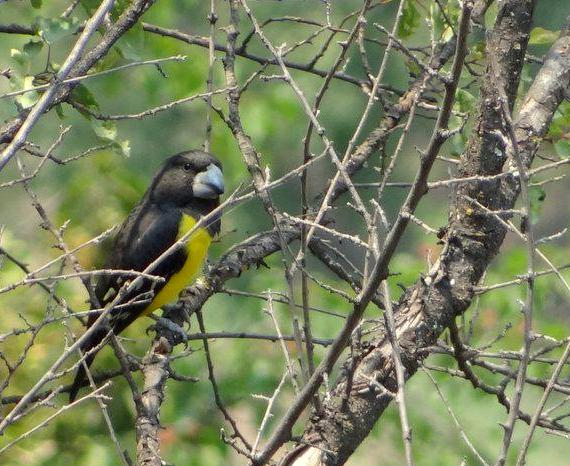
Picogordo alimoteado